# Neomikiella beckiana
Neomikiella beckiana är en tvåvingeart som först beskrevs av Josef Mik 1885.  Neomikiella beckiana ingår i släktet Neomikiella och familjen gallmyggor. Inga underarter finns listade i Catalogue of Life.